# 우시오 전기
우시오 전기(정식명칭은 우시오전기주식회사)(영문:USHIO INC. , 일문:ウシオ電機株式会社)는 도쿄도 지요다구 마루노우치에 본사를 둔, 산업용 광원 및 광학 응용 제품 등의 산업 기재를 취급하는 회사이다. 도쿄 증권 거래소 1부시장에 상장되어 있으며, 국내 법인으로는 1996년에 한국우시오주식회사
(영문명: USHIO KOREA INC.서울특별시 강남구 강남대로 소재)를 설립했다.

## 회사 개요
본사는 도쿄도 지요다구 마루노우치에 위치. 산업용 광원 분야에서는 세계 최대 규모.
1964년, 산업용 광원 메이커로서, 현재 간사이전력・츄고쿠전력의 전구 제조부문이 독랍하여, 히메지 전구 주식회사로 창립되었다.
실질적인 창업주이며 2020년초반까지 회장을 역임했던 우시오 지로는 일본 경제동우회 대표 간사도 역임하여, 일본 재계를 대표하는 인물이기도 하다.
우시오 지로는 리소나 은행의 성립에도 관여하였다.

## 주력제품・사업
할로겐램프의 Top Maker로서 알려져있으나, 실제로는 그 외 산업용 특수 광원 및 기기로 유명하다.
IC 회로 패턴 및 평판디스플레이의 포토공정에 사용되는 노광용 램프와 세정기용 램프, 의료 기기용 램프, 프로젝터용 고휘도 램프, 살균용 저압 UV램프, 스캐너와 복사기 판독용 램프, 레이저 프린터용 할로겐 램프,
디지털 시네마 프로젝터, 전자 부품용 노광 장비, 광학식 세정 장비, 자외선 경화 장비 등에서 세계적으로 높은 점유율을 자랑한다.
디지털 시네마 프로젝터 세계 점유율 70%, 시네마 프로젝터용 램프 세계 점유율 55%, 노광 광원 세계 점유율 80%,
엑시머 UV광원 세계 점유율 90%, 산업용 램프 세계 수위. 평판 디스플레이 및 반도체 관련해서는 노광용 램프 뿐만 아니라 각종 장비도 취급한다.
1992년에는 미국의 영사기 회사인 CHRISTIE INC.를 인수하였으며, 현재 디지털 시네마 분야에서 높은 점유율을 차지하고 있다.
2005年에는 독일의 XTREME technologies GmbH과 자본 제휴를 하여, 차세대 반도체 양산에 필수적인 노광 기술「EUV광원」의 실용화를 향한 개발 체제를 확립 하였으나, 2013년 해당 부분을 ASML사에 매각하였다.
일본 효고현 히메지시에 생산 거점(연구 개발 포함)이 있으며, JR히메지역에는 「Lamp&Laser USHIO」로 표기된 대형 네온사인이 있다.

## 연혁
- 1916년 11월 - 주고쿠 합동 전기(현재의 간사이 전력・주고쿠 전력)의 전구 제조 부문이 독립하여, 히메지 전구 주식회사 설립.
- 1932년 - 니혼 전구 주식회사로 개칭.
- 1951년 - 니혼 진공 공업 주식회사로 개칭.
- 1952년 - 우시오 공업 주식회사로 개칭.
- 1964년 4월 - 우시오 공업의 산업용 광원 제조 부문이 독립하여 우시오전기주식회사 창립.
- 1970년 5월 - 도쿄 증권 거래소 제2부에 상장.
- 1971년 8월 - 본사를 도쿄로 이전.
- 1974년 4월 - 오사카 증권 거래소 제2부 상장.
- 1980년 9월 - 도쿄 증권 거래소・오사카 증권 거래소 1부 상장
- 2010년 1월 - 오사카 증권 거래소 상장 폐지.
- 2014년 8월 - ADTEC Engineering Co.,Ltd.을 주식교환을 통한 완전 자회사화.
- 2016년 3월 - 본사를 도쿄도 지요다구의 마루노우치로 이전.

## 사업소
- 본사・도쿄 영업 본부 - 도쿄도 지요다구 마루노우치
- 하리마 사업소 - 효고현 히메지시 벳쇼 정
- 요코하마 사업소 - 가나가와현 요코하마시 아오바구
- 고텐바 사업소 - 시즈오카현 고텐바시
- 오사카 지점 - 오사카부 요도가와구